# 秒摆

秒摆模型，其周期为2秒，每次摆动花费1秒，故得名

秒摆是指週期为两秒的单摆，第一次摆动消耗一秒，第二次摆回消耗一秒，故得名秒摆。其频率为 0.5Hz。

## 与摆的关系
秒摆为单摆的一种特殊情况。由单摆週期公式 {\displaystyle {\displaystyle T=2\pi {\sqrt {\frac {L}{g}}}}} 可知，于地表附近（{\displaystyle g=9.8\mathrm {m/s^{2}} }），一摆长为 {\displaystyle 1{\text{ m }}}的单摆，其週期 {\displaystyle T\approx 2.0{\text{ s }}}。也就是說，在地表上，我們可粗略地将摆长为 {\displaystyle 1{\text{ m }}}的单摆視為是秒摆。